# Ignatius-Nascher-Preis
Der Ignatius-Nascher-Preis wird von der Stadt Wien als Anerkennung für Leistungen in der Thematik Geriatrie, Rehabilitation oder Langzeitpflege vergeben.

## Der Preis
Der Preis wurde 2000 auf Grund einer Initiative von Gesundheitsstadtrat Sepp Rieder begonnen und nach Ignatz Leo Nascher benannt. Es gibt jährlich einen Hauptpreis für das Lebenswerk und einen Förderpreis für eine besondere wissenschaftliche Arbeit oder ein innovatives, evaluiertes und erfolgreiches Projekt aus dem Bereich der Geriatrie, Rehabilitation oder Langzeitpflege.

## Preisträger
| Jahr | Hauptpreis für das Lebenswerk | Förderpreis für eine Schrift/ein Projekt |
| ---- | --- | --- |
| 2000 | Christine K. Cassel: Ordinaria für Geriatrie am Mt. Sinai-Hospital in New York. | Stephan Madersbacher: Art, Ausmaß und Risikofaktoren der Inkontinenz einer urbanen Bevölkerung als Basis für zukünftige präventive Strategien. |
| 2001 | James Williamson: 1973 wurde er Lehrstuhlinhaber in Liverpool, 1976 Ordinarius für Geriatrie in Edinburgh. | Daniel Grob: Er hat mit dem FACE-Programm einen Sturz-Algorithmus entwickelt, welcher in einem Mehrphasenprogramm die Evaluation des Sturzrisikos älterer Menschen erhebt und Strategien aufzeigt. |
| 2002 | Jean-Pierre Michel, Schweiz | Friedrich Schmoranzer, Geriatriezentrum am Wienerwald, Wien: Die `Ist-Stand`- Evaluierung des Immunsystems bei Bewohnern einer geriatrischen Institution“ und „Die Evaluierung des Einflusses von einer Ernährungssubstitution mit Mikronährstoffen auf das Immunsystem bei Bewohnern einer geriatrischen Institution. |
| 2003 | Franz Böhmer: Ärztlicher Direktor im SMZ Sophienspital und Präsident der Österreichischen Gesellschaft für Geriatrie und Gerontologie. | Eva Mann: Comprehensive Geriatric Assessment in General Practice: A Pilot-Study in Vorarlberg. |
| 2004 | Ingo Füsgen | Ina Nitschke, Thomas Reiber, Bereich Seniorenzahnmedizin, Poliklinik für Zahnärztliche Prothetik und Werkstoffkunde, Universitätsklinikum Leipzig: Ein computergestütztes Trainingsprogramm zur Verbesserung des Wissensstandes über die Mundgesundheit für Pflegekräfte, Ärzte und pflegende Angehörige               |
| 2005 | John Grimley Evans: Emeritierter Professor für Gerontologie an der Universität von Oxford. | Costas Papadopoulus: Befund und Befinden in der klinischen Psychologie bei geriatrischen PatientInnen. |
| 2006 | Ursula Lehr: Gerontologin, Wissenschafterin, Lehrerin und Politikerin. | Jan Tobias Wagner: Determinanten von zukünftigen Hospitalisierungen und häufigen Arztbesuchen bei zuhause lebenden älteren Personen in Europa. |
| 2007 | Gerald Kolb: Universitätsprofessor in Lingen in Deutschland. Er arbeitete nachhaltig wissenschaftlich zu onkologischen Erkrankungen im Alter. | Elisabeth Grünberger, Alexandra Löw-Wirz: Age-Network. Anforderungsprofil an Praktikumstellen in Alten- und Pflegeheimen. |
| 2008 | Katharina Pils: Vorständin des Instituts für Physikalische Medizin und Rehabilitation im SMZ-Sophienspital. Sie arbeitete seit 15 Jahren engagiert im Bereich der Geriatrieentwicklung.                                                                | Adelheid Susanne Esslinger, Hans-Jürgen Heppner: Lebensqualität im Alter vor dem Hintergrund knapper Ressourcen im Gesundheitswesen. |
| 2009 | Hans-Peter Meier-Baumgartner: Von 2002 bis 2005 Direktor des Albertinen-Hauses – Zentrum für Geriatrie und Gerontologie in Hamburg. Gründer und ärztlicher Leiter des Schulungszentrums für Bobath-Therapie.                                           | Johannes Pantel: OPTIMAL: Optimierung der Psychopharmakatherapie im Altenpflegeheim. |
| 2010 | Thomas Frühwald: Oberarzt an der Abteilung für Akutgeriatrie des KH Hietzing. Leiter der Österreichischen Gesellschaft für Geriatrie und Gerontologie (ÖGGG). Lehrbeauftragter am Institut für Ethik und Recht in der Medizin an der Universität Wien. | Mathias Kaiser: Messung der Mangelernährung bei alten und hoch betagten PatientInnen. |
| 2011 | Peter Oster: Ärztlicher Direktor des Agaplesion Bethanien Krankenhauses, Geriatrisches Zentrum am Klinikum Heidelberg. | Markus Gosch: Tiroler Zentrum für Altersfrakturen. Traumatologisch-Geriatrisches Co-Management – erste Erfahrungen und Ergebnisse. |
| 2012 | – | – |
| 2013 | – | Stefan Pilz: Medizinische Universitätsklinik Graz, Abteilung für Endokrinologie und Stoffwechsel |
| 2014 | – | – |
| 2015 | – | Katrin Singler: Medizinische Klinik am Klinikum Nürnberg, Schwerpunkt Akutgeriatrie |
| 2017 | - | Olivia Kada: Subjektive Theorien zu Lebensqualität und Gesundheit im Alter. Eine explorative Studie mit PflegeheimbewohnerInnen und ihren Pflegekräften |